# 夜明けの詩
『夜明けの詩』(よあけのうた、ハングル: 아무도 없는 곳; 英語: Shades of the Heart)は、2021年の韓国のドラマ映画。監督はキム・ジョングァン。出演はヨン・ウジン、イ・ジウン／IUら。

## 概要
小説家のチャンソク（ヨン・ウジン）がイギリスから7年ぶりに帰国する。まだ冬が残るソウルで、コーヒーショップで時間を失くした女（イ・ジウン／IU）をはじめとする4人と出会い、別れを繰り返しながら進む物語。
本作は、2019年5月に第20回全州国際映画祭全州シネマプロジェクト選定作として初上映された。
またイ・ジウン／IUは、2019年のNetflixオリジナル作品『ペルソナ -仮面の下の素顔-』のエピソード「夜の散歩」でキム・ジョングァン監督と縁を結んだことから、本作に特別出演することとなった。
2021年3月31日に韓国で公開された。2022年11月25日に日本で公開し、翌26日にはキム・ジョングァン監督が来日して、古家正亨と共にシネマート新宿にて舞台挨拶を開催した。

## キャスト
※括弧内は日本語吹替
チャンソク
演 - ヨン・ウジン（佐藤拓也）
小説家。
ミヨン
演 - イ・ジウン／IU（内田真礼）
喫茶店で誰かを待つ女。
ソンハ
演 - キム・サンホ（高橋ちんねん）
妻が病に侵され希望を求める写真家。
チュウン
演 - イ・ジュヨン（和　優希）
客の記憶と引き換えに酒を奢るバーテンダー。
ユジン
演 - ユン・ヘリ（前田佳織里）
秘めた過去を燃やす編集者。
チャンソクの母
演 - ムン・スク
独り言を言う人
演 - キム・クムスン
ヘギョンの声
演 - イム・ソヌ（平山笑美）

## スタッフ
- 監督・脚本：キム・ジョングァン
- 製作：ク・ジョンア
- 撮影：キム・テス
- 美術：チェ・ヨンシク
- 音楽：ナレ
- 照明：チョン・ヨンソク
- 編集：ウォン・チャンジェ

## 映像作品
- 夜明けの詩 Blu-ray（2023年6月30日、発売元:シンカ・TCエンタテインメント）[7]、EAN 4571519919023）